# 롤링 스톤
《롤링 스톤》(Rolling Stone)은 미국의 음악·정치·대중문화 격주지이다. 1967년, 현재도 출판인으로 재직중인 잰 웨너와 음악 평론가 랄프 J. 글리슨이 창간하였다. 로큰롤 음악 관련 보도와 헌터 S. 톰슨의 정치기사로 처음 주목받았다. 1990년대에 들어서는 젊은 독자층을 겨냥하여 소년 대상 텔레비전 방송, 영화배우, 대중음악을 취재하기 시작하였다. 오늘날에 와서는 음악, 엔터테인먼트, 정치를 비롯하여 이전의 콘텐츠도 되살리는 방향이다.

## 역사
1967년 샌프란시스코에서 잰 웨너와 랄프 글리슨이 창간하였다. 설립 비용을 모으기 위해 웨너는 자신의 가족과 훗날의 부인 제인 신델하임의 부모에 7,500달러를 변통하였다. 제1호는 1967년 11월 9일자 호로 찍혔으며, 해당 호의 핵심 기사는 뉴스 형식으로 된 몬트레이 팝 페스티벌 보도였다. 당시 정가는 25¢.
그 첫 호에서 웨너는 지명(誌名)을 머디 워터스의 1950년 블루스 〈Rollin' Stone〉과 로큰롤 밴드 롤링 스톤스, 밥 딜런의 히트 싱글 〈Like a Rolling Stone〉에서 끌어왔음을 아래와 같이 밝혔다.
"우리가 뭘 하려는지 궁금하시리라 생각합니다. 답하기는 좀 곤란하군요. 잡지 일종 내지는 신문 일종이라고 할까요. 지명인 롤링 스톤은 오랜 격언 "구르는 돌은 이끼가 끼지 않는다(A rolling stone gathers no moss)"에서 따온 것이랍니다. 머디 워터스가 자작곡에 붙인 이름이고, 그 곡에서 롤링 스톤스가 이름 지어졌으면서, 밥 딜런의 첫 로큰롤 레코드 〈Like a Rolling Stone〉의 곡명이기도 하지요. 우리가 시작한 이 새로운 간행물은, 로큰롤의 변화, 로큰롤에 관련된 변화들에 대한 우리들의 시각을 반영케 될 것입니다."
초창기 《롤링 스톤》은 당대 히피 반문화를 대변하고 또 취재했지만, 《버클리 버브》 같은 당시 언더그라운드지보다 전통적인 논조를 취하고 언더그라운드 출판물들의 극단적 정치성을 회피함으로써, 그와 거리를 두고자 하였다. 첫 호에서 웨너는 또한 《롤링 스톤》이 "비단 음악 뿐만 아니라 음악이 수용한 사물과 태도 역시" 다룰 것이라 하였다.
1970년대에 들어서는 정치 기사를 내보내기 시작한다. 곤조 저널리스트 헌터 S. 톰슨이 정치란에 기고한 글이 대표적이다. 그의 가장 대표적인 저작 《라스베이거스에서의 공포와 혐오》의 연재지도 이곳이었다. 《롤링 스톤》에서 그는 2005년 작고할 때까지 편집자를 지냈다. 70년대 수많은 저명 작가들의 등단에 공헌하기도 하였는데 카메론 크로, 레스터 뱅, 조 클레인, 조 애즈터헤스, 벤 퐁토레스, 패티 스미스, P. J. 오로크 등이 이에 해당된다.
1977년 샌프란시스코에서 뉴욕시로 본사를 이전하였다. 잰 웨너의 말에 따르면 샌프란시스코가 "문화적 벽지(a cultural backwater)"가 되었기 때문이라고.
1980년대에 들어서는 노선을 전체적으로 "연예"쪽으로 틀었다. 그러더라도 음악은 계속 압도적인 주제였지만, 당시의 텔레비전, 영화배우들과 대중문화 기사가 차차 증가했다. 이즈음 연례적으로 "핫이슈"지를 출판하기 시작하였다.
1990년대에 들어서는 젊은 독자층을 겨냥하여 소년 대상 텔레비전 방송, 영화배우, 대중음악 보도 쪽으로 노선을 크게 틀었다. 이 때문에 그 본질은 가리키지 못하고 강조적인 투만 되었다고 비판을 받기도 하였다.
근자에 들어서는 심층 정치보도 등 종래적 콘텐츠를 되살리기 시작하였다. 재정·은행 기사 등으로써 내용을 보강하기도 했다. 그 결과는 판매부수 증가와 소속 기자들의 전국방송 출연으로 나타났다.
인쇄 판형도 시대를 거치며 변전되어갔다. 1967년 ~ 72년까지 발행된 초기 판형은 접이식 타블로이드 신문 형식으로 스테이플 미사용, 검은색 잉크 텍스트, 낱색 하이라이트로 찍어내었다. 1973년부터는 4색 컬러 인쇄기와 여러 크기의 인쇄 용지로 제작되기 시작하였다. 1979년 바코드가 도입되었다. 1980년 광택지와 대형 판형(10"×12")을 도입하였다. 2008년 10월 30일호부터는 보다 작은 표준 형식의 크기를 갖게 되었다.

### 2000년대
계속된 독자감소에도 불구하고 2000년대 말 젊은 저널리스트 마이클 해스팅스와 맷 타이비의 현 사회문제와 관련된 기사로 다시 큰 관심을 불러 일으켰다.
2005년 《롤링 스톤》과 17년간 일해온 대나 레슬리 필드가 잡지 명예의 전당 초대 헌액자가 되었다.
2009년 타이비가 금융위기에 대한 일련의 통렬한 기사로써 극찬을 받는다. 골드먼 색스를 "거대한 흡혈오징어(a great vampire squid)"로 표현한 것이 유명.

## 같이 보기
- 1960년대 반문화